# Allobaccha bequaerti
Allobaccha bequaerti är en tvåvingeart som först beskrevs av Charles Howard Curran 1929.  Allobaccha bequaerti ingår i släktet Allobaccha och familjen blomflugor. Inga underarter finns listade i Catalogue of Life.